# Carl Nesjar
Carl Nesjar (roz. Carlsen; 6. července 1920 Larvik – 23. května 2015 Oslo) byl norský malíř, sochař, fotograf a grafik. Nejznámější je díky spolupráci s Pablem Picassem; téměř dvacet let pracoval na proměnách Picassových kreseb a zmenšených modelů na velké sochy ve veřejném prostoru. Jednou takovou prací byly Picassovy nástěnné malby Regjeringskvartalet, které se nacházejí v Oslu, městě, kde po většinu svého života Nesjar žil. Je také známý svou sérií „ledové fontány“, které lze nalézt ve městech po celém světě.

## Životopis
Nesjar se narodil v Larviku a byl vychován v jižním Norsku a v Bay Ridge v Brooklynu. Vystudoval umění na Pratt Institute, Columbia University a v Oslu a Paříži. Na začátku své kariéry převzal jméno „Nesjar“, norské slovo pro pobřežní oblast kolem Larviku.
Nesjar spolupracoval s architektem Erlingem Viksjøem na konkrétní konkrétní sochařské metodě zvané Betograve. Představení této techniky Picassovi vedlo k jejich trvalé spolupráci, počínaje realizací verze betonové sochy Tête de femme v roce 1958. Během následujících patnácti let vytvořili Nesjar a Picasso dohromady více než 30 soch. Příklady jejich práce lze nalézt v areálech Newyorská univerzita, Princetonská univerzita a Massachusettský technologický institut, jakož i ve veřejných prostorech v Norsku, Francii, Španělsku a Izraeli i v dalších zemích.
Nesjar zemřel v Oslu 23. května 2015 ve věku 94 let.

## Galerie

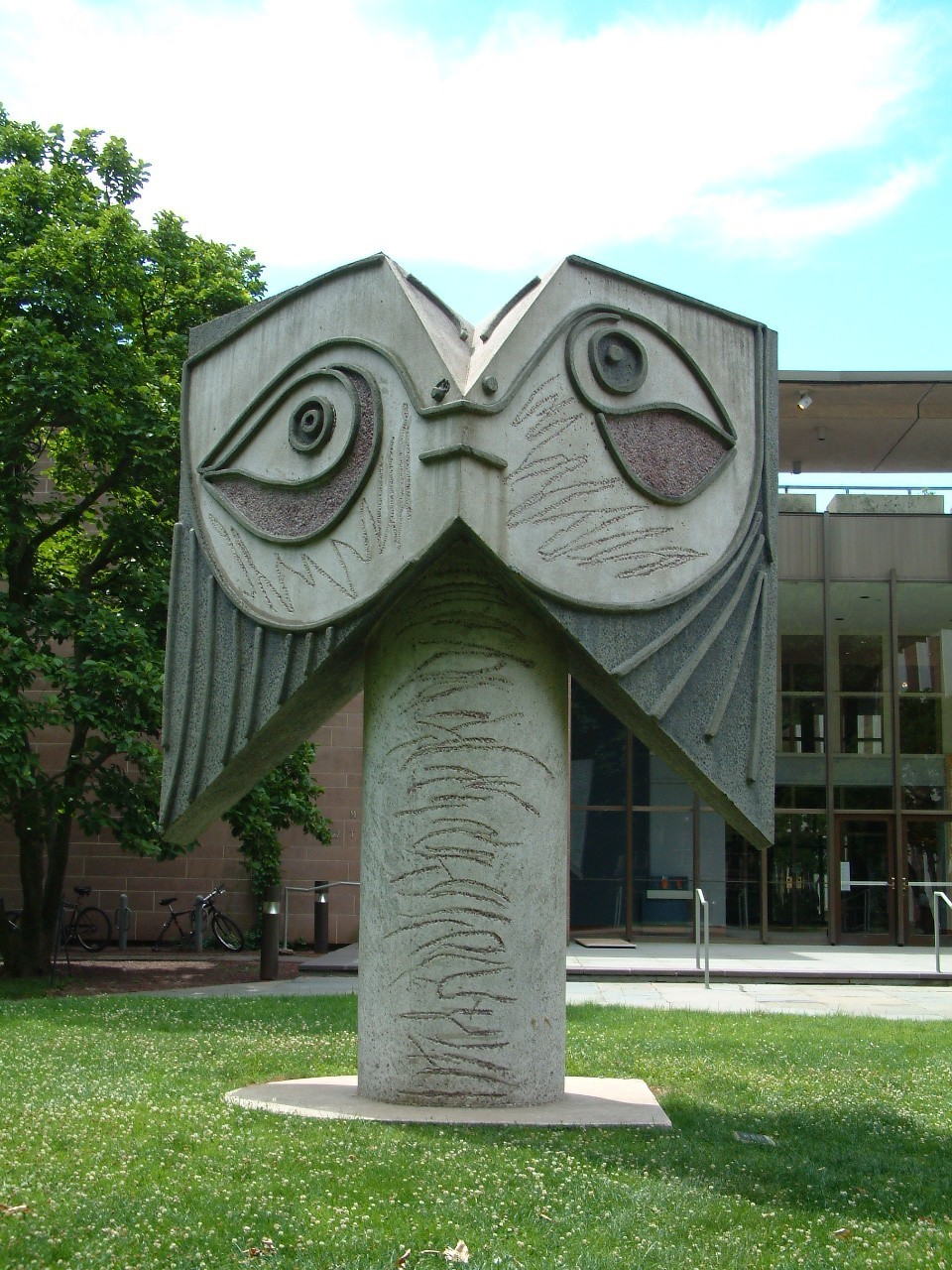
Hlava ženy, navrhl Pablo Picasso, postavil Carl Nesjar, navržen 1962, postaven 1971, Muzeum Princetonské univerzity
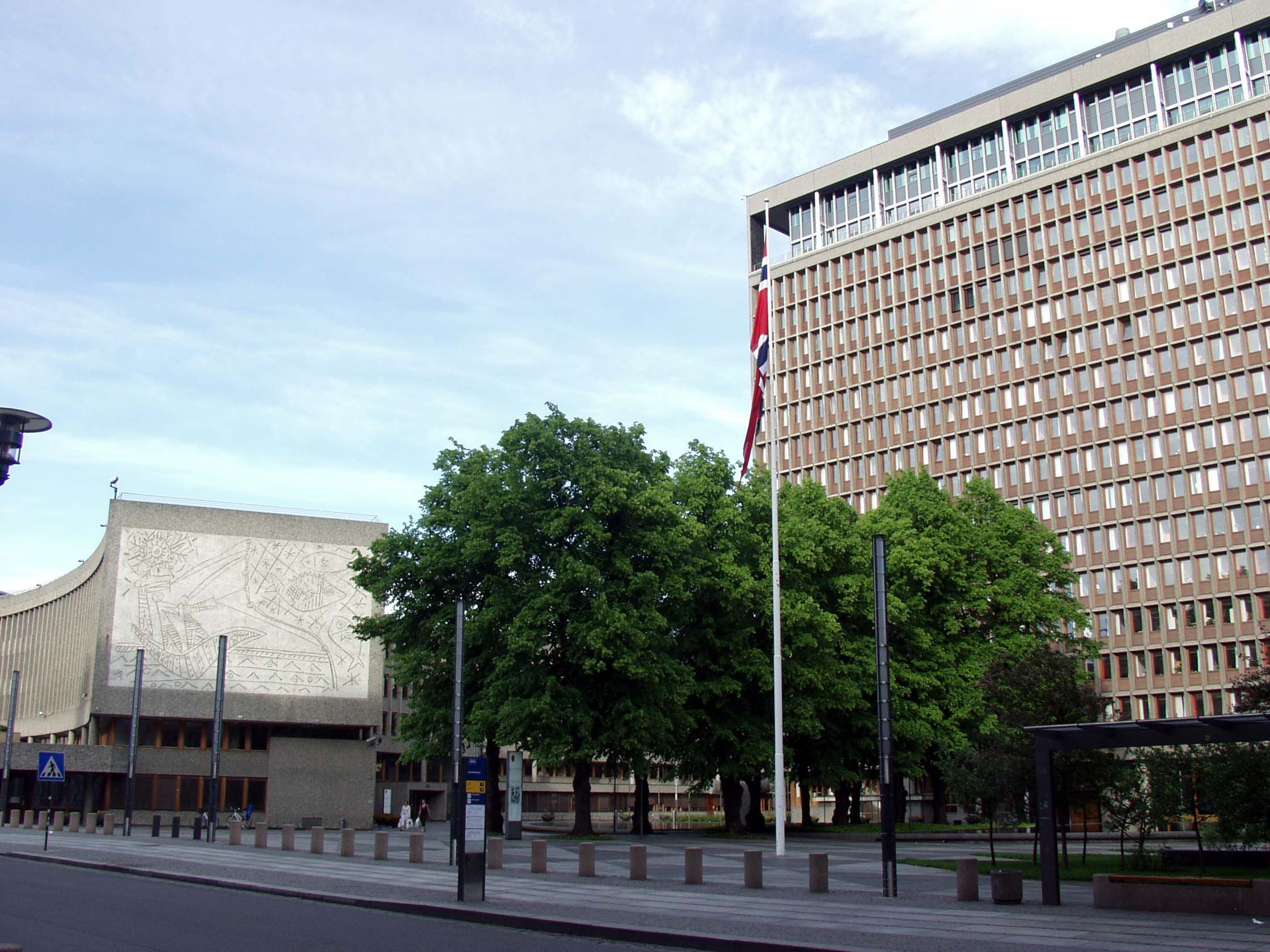
Regjeringskvartalet s nástěnnou malbou vytesanou Nesjarem podle Picassova designového návrhu, Oslo, foto: 2005
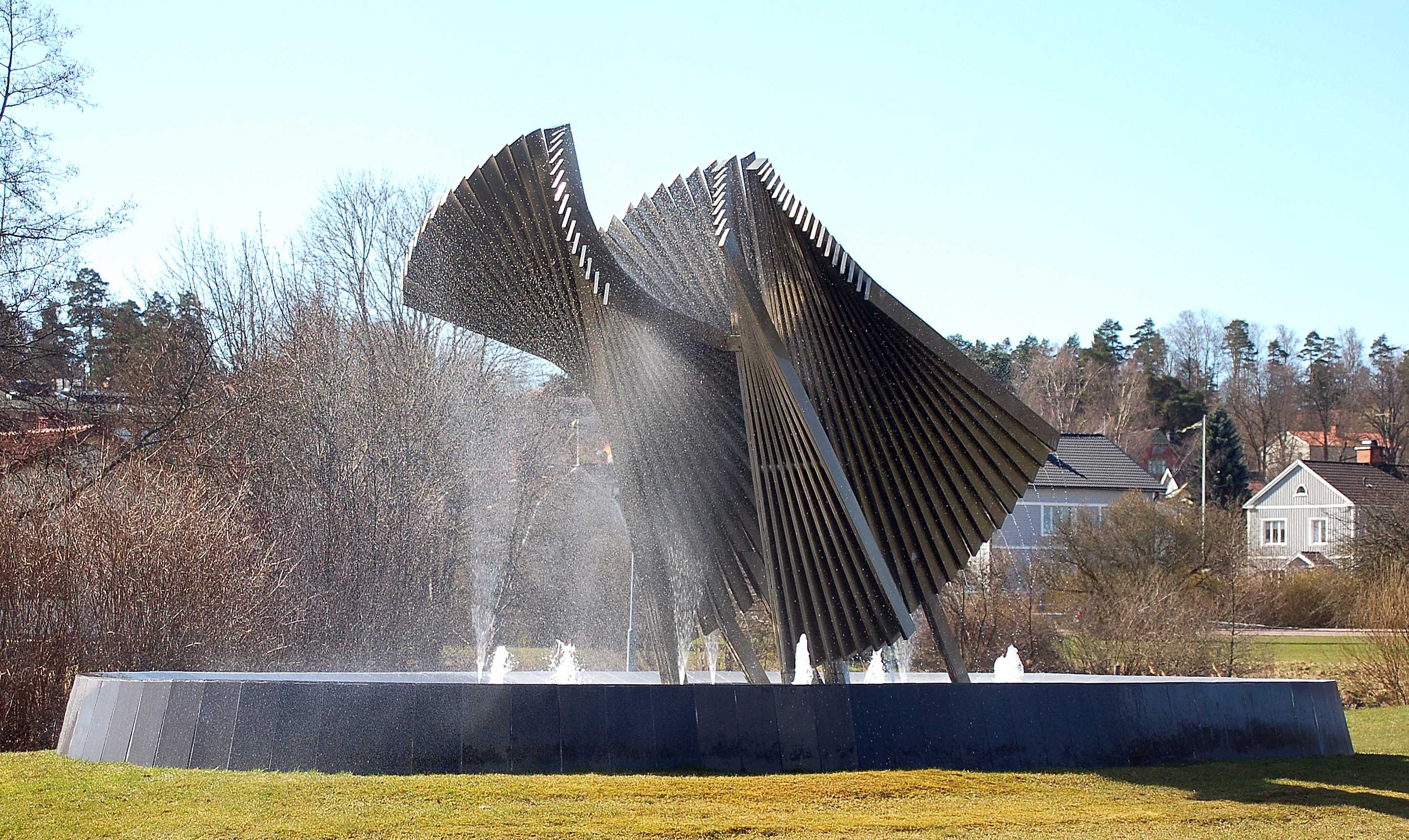
Helårsfontän, Svinvallen Kristinehamn, 2006
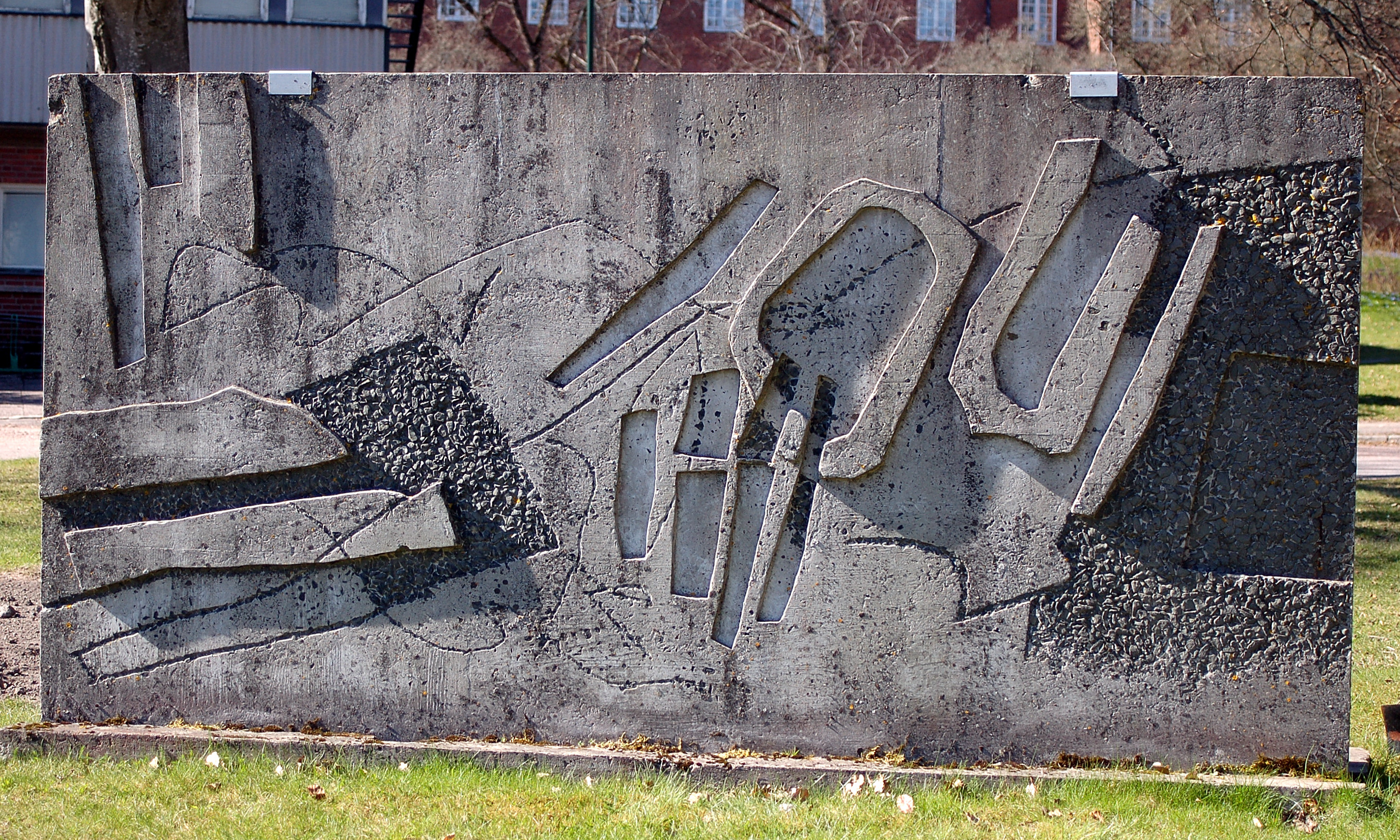
Oui, Panncentralen, Kristinehamn
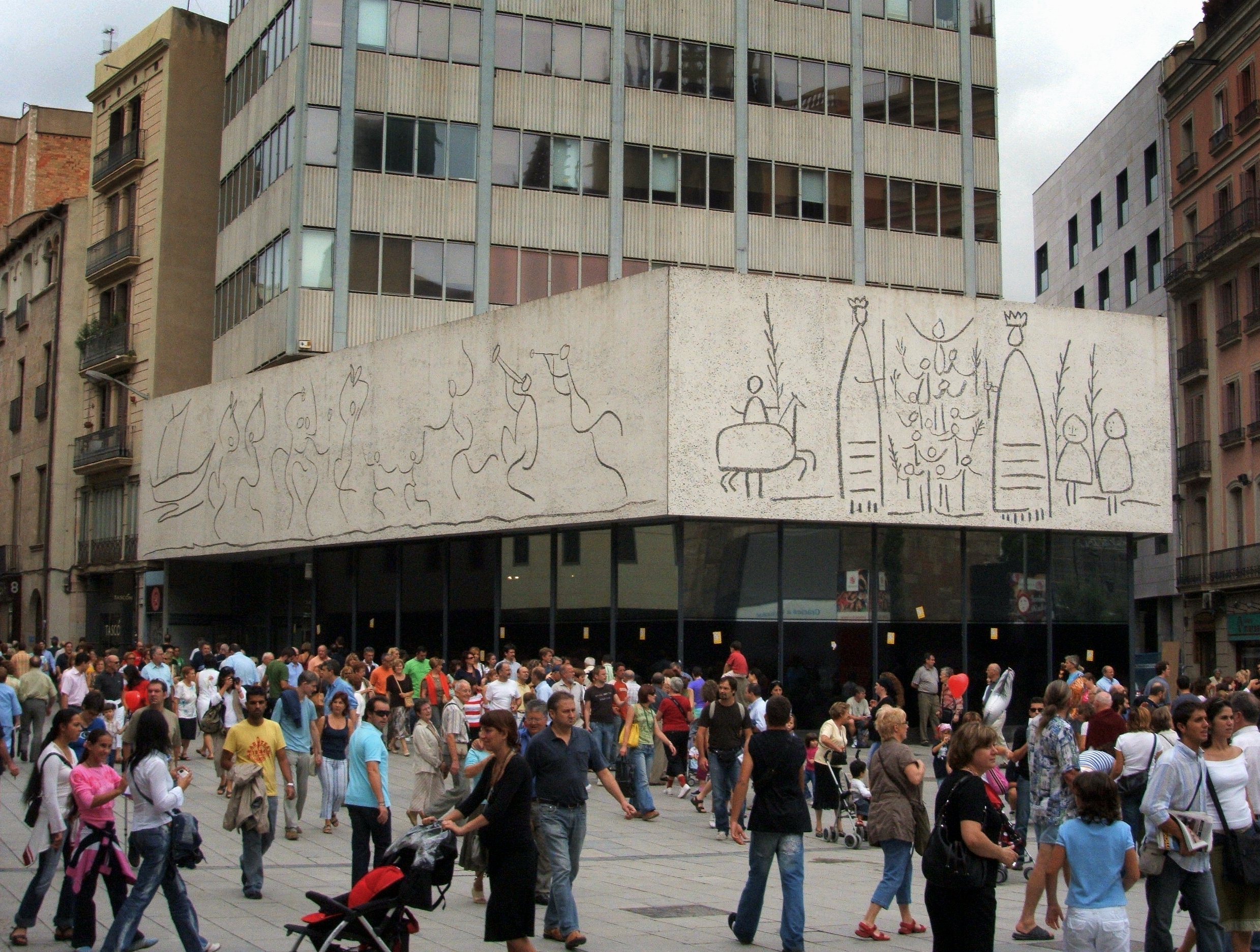
Escola Arquitectes Barcelona
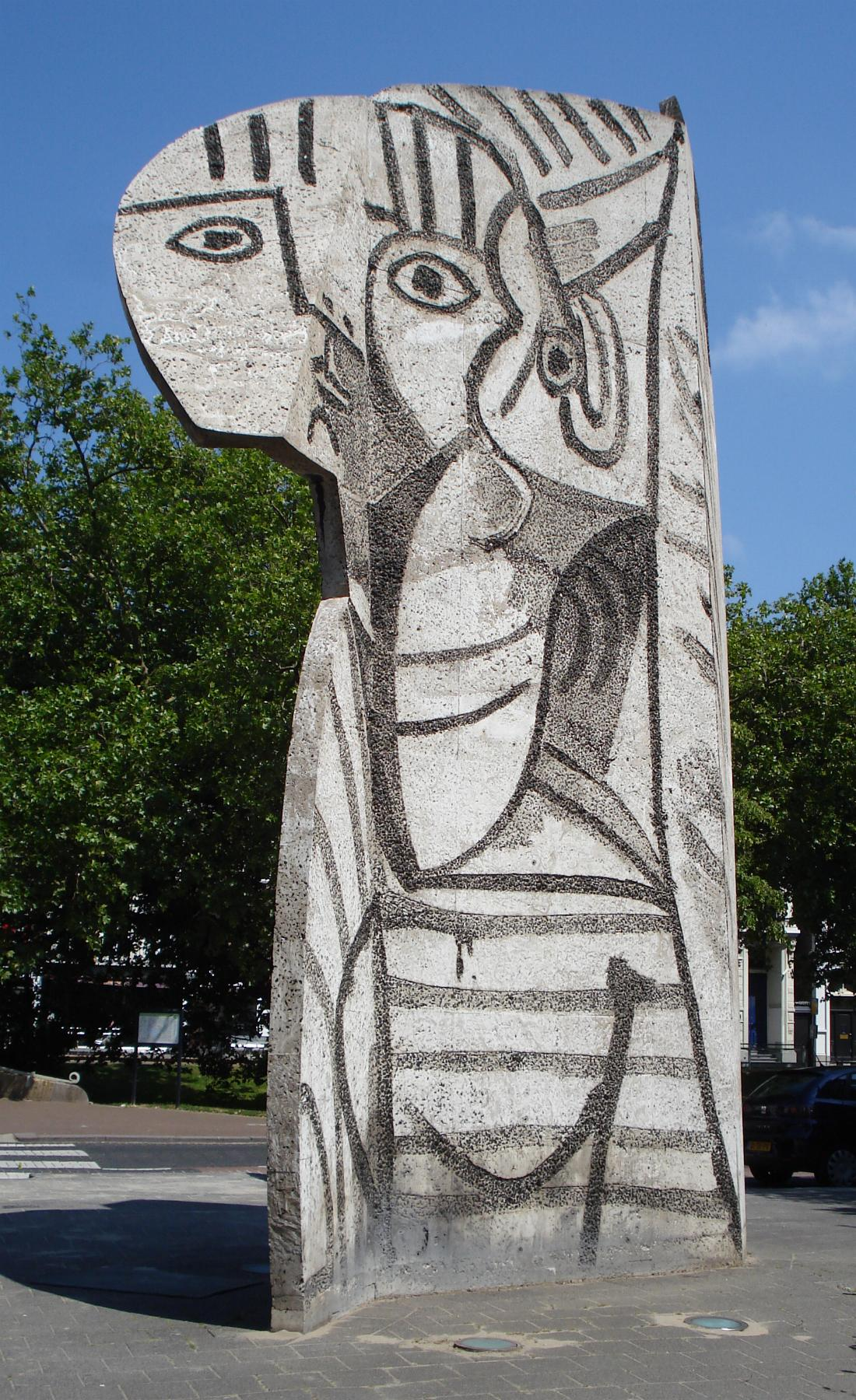
Sylvette, Rotterdam